# Nude Maker
Nude Maker é uma desenvolvedora de jogos eletrônicos sediada em Tóquio, Japão. A empresa é composta principalmente por ex-membros da Human Entertainment, incluindo Hifumi Kono, que dirigiu os dois primeiros títulos da série de jogos de terror Clock Tower. A Nude Maker foi contratada por empresas como Capcom, Grasshopper Manufacture, PlatinumGames, Sega e Konami.

## Jogos desenvolvidos
| Ano  | Título                           | Publicadora     | Plataforma(s)             |
| ---- | -------------------------------- | --------------- | ------------------------- |
| 2002 | Steel Battalion                  | Capcom          | Xbox                      |
| 2003 | Shin Mikagura Shōjo Tanteidan    | ELF Corporation | Windows                   |
| 2004 | Steel Battalion: Line of Contact | Capcom          | Xbox                      |
| 2006 | AV King                          | ELF Corporation | Windows                   |
| 2009 | Infinite Space                   | Sega            | Nintendo DS               |
| 2011 | Terror of the Stratus            | Konami          | PlayStation Portable      |
| 2016 | NightCry                         | Playism         | Windows, PlayStation Vita |